# HMS Resolution (1892)
HMS Resolution – brytyjski pancernik z przełomu XIX i XX wieku. Należał do typu Royal Sovereign. Był to dziewiąty okręt Royal Navy noszący tę nazwę.

## Konstrukcja
Pancerniki typu Royal Sovereign zostały zaprojektowane przez sir Williama White'a. W momencie oddania do służby były najpotężniejszymi okrętami wojennymi na świecie.
HMS „Resolution” posiadał artylerię główną kalibru 343 mm rozmieszczoną w dwóch dwudziałowych barbetach. Artyleria średnia składała się z 10 dział kalibru 152 mm, a lekka z 16 dział 57 mm i 12 dział 47 mm. Pancernik posiadał także siedem wyrzutni torpedowych (pięć nawodnych i dwie poniżej linii wodnej). Opancerzenie miało grubość 457 mm w pasie głównym, zmniejszając się po stronie dziobowej i rufowej do 356 mm, a w pasie górnym wynosiło od 102 do 76 mm.
Okręt miał wysoką wolną burtę, co poprawiało jego walory morskie przy znacznej masie. Jednak podczas rejsu w czasie sztormu 18 grudnia 1893 roku „Resolution” nadmiernie się kołysał, a fale przelewały się przez górny pokład, powodując powierzchowne szkody. W 1894 roku zamontowano na nim stępkę przechyłową, co zmniejszyło kołysanie. Takie same stępki przechyłowe otrzymały pozostałe okręty tego typu.
W latach 1903–1904 „Resolution” przeszedł modernizację, podczas której zostały usunięte nawodne wyrzutnie torpedowe, a działa 152 mm na górnym pokładzie zostały umieszczone w kazamatach.

## Historia służby
Stępkę pod budowę HMS „Resolution” położono 14 czerwca 1890 roku w stoczni Palmers w Jarrow. Wodowanie miało miejsce 28 maja 1892 roku, wejście do służby 5 grudnia 1893 roku.
Rozpoczął swą służbę we Flocie Kanału. W 1894 i 1895 roku brał udział w manewrach Royal Navy. 18 lipca 1896 roku zderzył się ze swym bliźniaczym okrętem  HMS „Repulse” odnosząc lekkie uszkodzenia. W kolejnych latach brał udział w dorocznych manewrach floty.
Od 1901 roku służył w formacjach rezerwowych. W latach 1901–1903 był okrętem obrony wybrzeża w Holyhead. W latach 1903–1904 przeszedł modernizację. W latach 1905–1907 we Flocie Rezerwowej, a następnie w rezerwie. 16 czerwca 1906 roku zderzył się z HMS „Ramillies” podczas manewrów.  Od 1907 roku do 1911 roku stacjonował w Devonport. W 1914 roku został złomowany w Holandii.

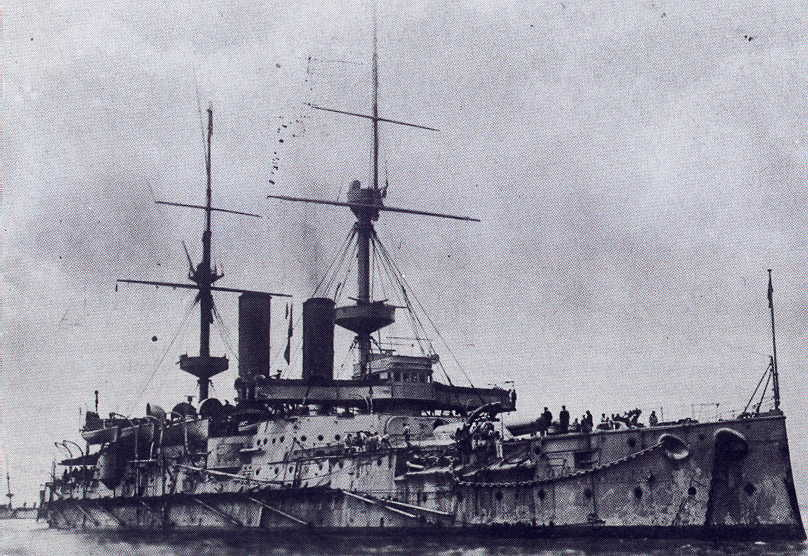
„Resolution” w 1903 r.